# Postrugoglobigerina
Postrugoglobigerina es un género de foraminífero planctónico de la familia Eoglobigerinidae, de la superfamilia Globorotalioidea, del suborden Globigerinina y del orden Globigerinida. Su especie tipo es Postrugoglobigerina hariana. Su rango cronoestratigráfico abarca el Daniense inferior (Paleoceno inferior).

## Descripción
Su descripción podría coincidir con la del género Parvularugoglobigerina, ya que Postrugoglobigerina ha sido considerado un sinónimo subjetivo posterior. Su principal diferencia se refiere a la textura de pared, ya que fue originalmente descrita como densamente pustulada o arrugada, con microporos cilíndricos y ocasionalmente poros en túmulo (pústulas perforadas). No obstante, esta descripción no fue respaldada fotográficamente y el material que permitió su definición (holotipos de sus especies) se ha perdido. Algunos autores han utilizado este nombre para agrupar a las especies de Trochoguembelitria.

## Discusión
Postrugoglobigerina se considera un sinónimo subjetivo posterior de Parvularugoglobigerina. Clasificaciones posteriores lo han incluido en la familia Globoconusidae y en la superfamilia Globoconusoidea, pero si se considera la sinonimia anteriormente citada se habría incluido en la familia Globanomalinidae y en la superfamilia Globigerinitoidea. Otros autores han retomado el género Postrugoglobigerina para darle el sentido taxonómico dado posteriormente a Trochoguembelitria, lo que dejaría a este último como un sinónimo posterior. La descripción original de Postrugoglobigerina avala esta posición, ya que fue descrita con pared pústulada y poros en túmulo (pústulas perforadas). Sin embargo, Postrugoglobigerina y sus especies fueron deficientemente descritos y figurados, y, además, todo el material tipo de Postrugoglobigerina, incluyendo el holotipo de su especie tipo, se ha perdido, por lo que ha caído en nomen nudum y nomen dubium.

## Clasificación
Postrugoglobigerina incluía a las siguientes especies:
- Postrugoglobigerina hariana †, considerada sinónima posterior de Parvularugoglobigerina eugubina
- Postrugoglobigerina praedaubjergensis †, considerada sinónima posterior de Palaeoglobigerina fodina